# Burgus Szob
Der Burgus Szob ist ein ehemaliges römisches Militärlager, das auf dem Gebiet des Barbaricums als spätantike brückenkopfartige Befestigung die Überwachung eines Donauübergangs am pannonischen Limes (Limes Pannonicus) sicherte. Der Strom bildete in weiten Abschnitten die römische Reichsgrenze. Die nach Eindeichungsmaßnahmen fast vollständig zerstörte Anlage lag bei ihrer Auffindung 200 Meter von der Eipel-Mündung entfernt, westlich der ungarischen Kleinstadt Szob im Komitat Pest.

## Lage

Der Limes Pannonicus am Pilisgebirge

Bereits während der jüngeren vorrömischen Eisenzeit lag bei Szob ein Gräberfeld der Latènezeit. Auf dem Hof des Gregersen-Schlosses fanden sich neben skythischen Bestattungen einer Ackerbau treibenden Bevölkerung auch hinzugekommene keltische Gräber in friedlicher Eintracht. Der spätrömische Ländeburgus entstand in der Niederung des Donaunordufers direkt am Fluss. Nahebei liegt westlich die Mündung der Eipel, die es zu sichern galt. Nördlich der Anlage steigt das in der Antike vom germanischen Stamm der Quaden besiedelte Land zum bis zu 938 Meter hohen Pilsengebirge an, das die Eipel in einem großen, nach Westen ausgerichteten Bogen umfließt. Am südlichen Ufersaum der Donau, gegenüber von Szob, lag in der Spätantike eine dichte Wachturmkette, deren Vorläuferbauten bis in die mittlere römische Kaiserzeit zurückreichten. Zum südwestlich gelegenen Kastell Esztergom-Hideglelőskereszt, das auf einer steil ins Flusstal abfallenden felsigen Anhöhe am Nordrand des Pilisgebirges lag, bestand Sichtverbindung.

## Forschungsgeschichte
Auf einer deutschsprachigen Landkarte aus dem 18. Jahrhundert sind in einer etwas maßstäblich verzerrten und lokal verschobenen Darstellung römische Baureste beiderseits der Donau dargestellt. Dazu die Erläuterung: dd – Rudera einer alten Brücke nach Aussage dasiger Leuthe. Eines der dort dargestellten Gemäuer wird als Burgus Szob identifiziert. Später hat Flóris Rómer (1815–1889), der Begründer der wissenschaftlichen Archäologie in Ungarn, die Anlage während einer Geländebegehung in der Mitte des 19. Jahrhunderts detailliert beschrieben. Danach befand sich die Ruine noch in einem guten Zustand. 1908 hat der Archäologe Gábor Finály (1871–1951) die Anlage freigelegt. Durch ein ab 1977 an der Donau in Angriff genommenes Mammutprojekt, das Staustufensystem Gabčíkovo–Bős-Nagymaros, wurde der bis dahin zu besichtigende Burgus Szob weitgehend zerstört. Der Archäologe Sándor Soproni (1926–1995) beschrieb die Anlage 1976 bereits als vernichtet.
Die ab 1984 laut werdenden Protestaktionen ungarischer Umweltschützer und die immensen Kosten, die letztendlich 1989 zur Einstellung des natur- und kulturzerstörenden Projekts führten, kamen für Szob zu spät. Noch im gleichen Jahr war allerdings eine Rettungsgrabung an der erhalten gebliebenen Nordmauer initiiert worden, die der Archäologe Mihály Nagy leitete. Seine Forschungen dauerten bis 1990.

## Baugeschichte

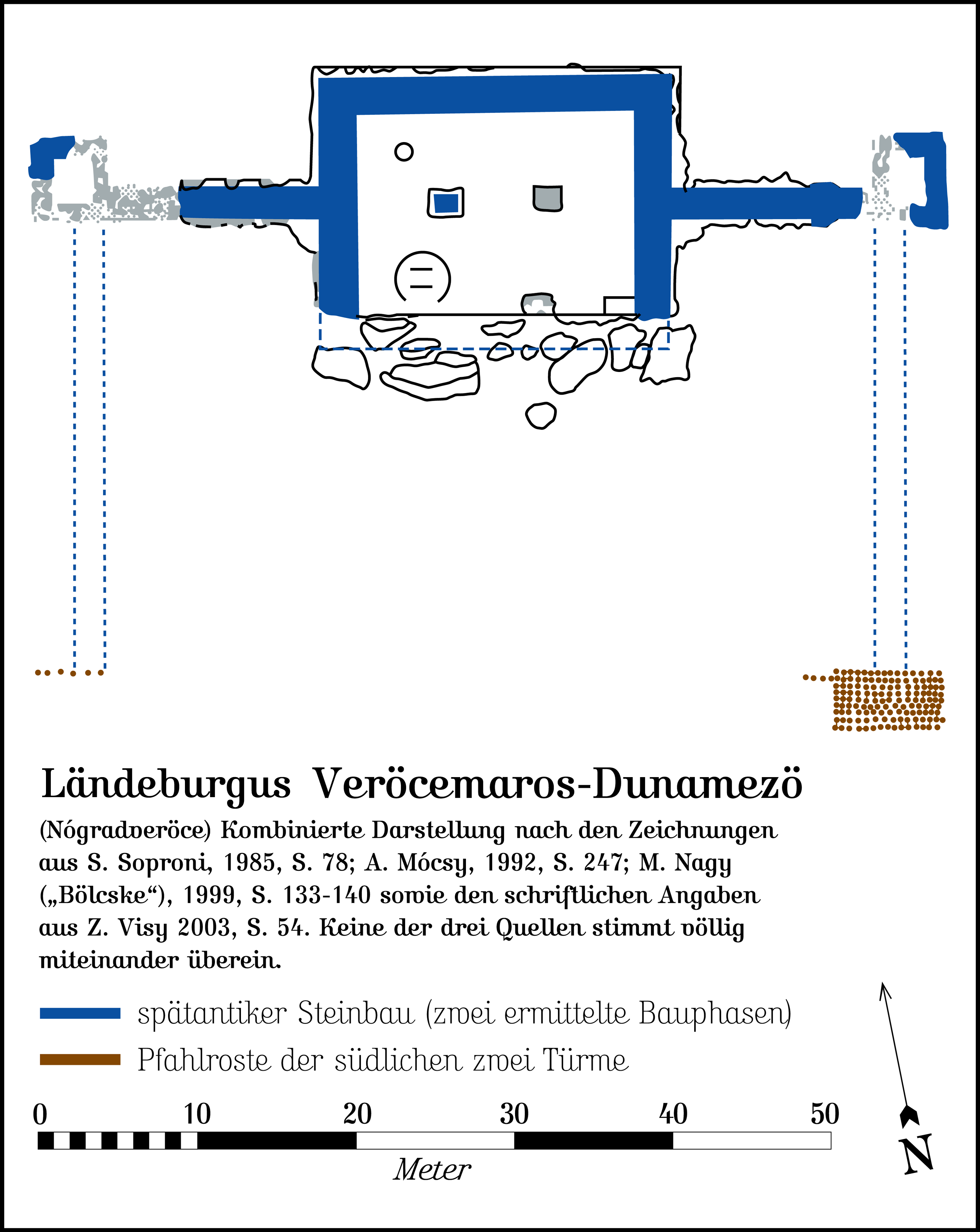
Der hier gezeigte Ländeburgus von Veröcemaros-Dunamezö war in seiner Grundkonzeption der Anlage von Szob ähnlich.

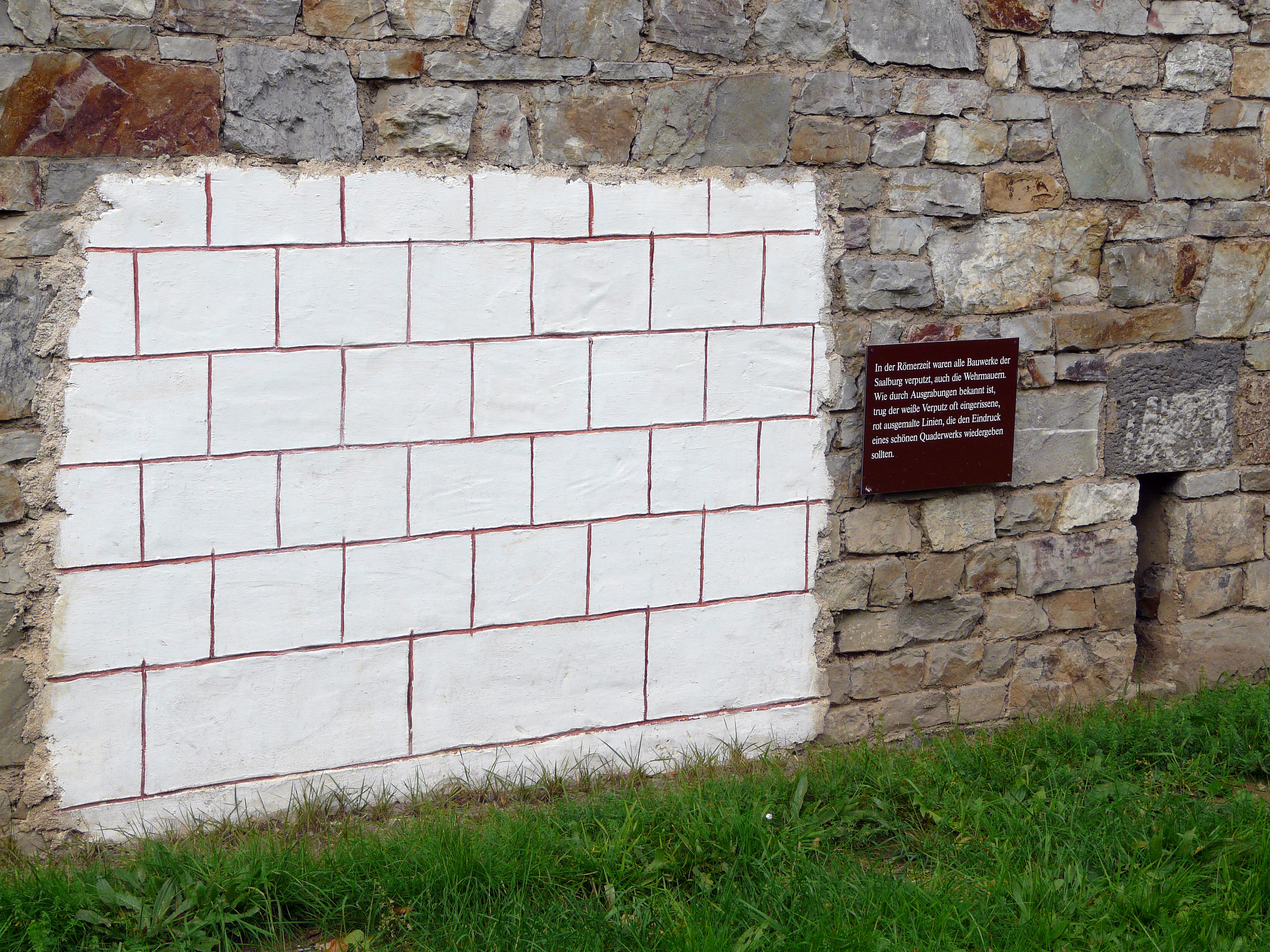
Rekonstruierter Verputz mit aufgemaltem Quadermauerwerk, wie er auch in Szob festgestellt wurde.

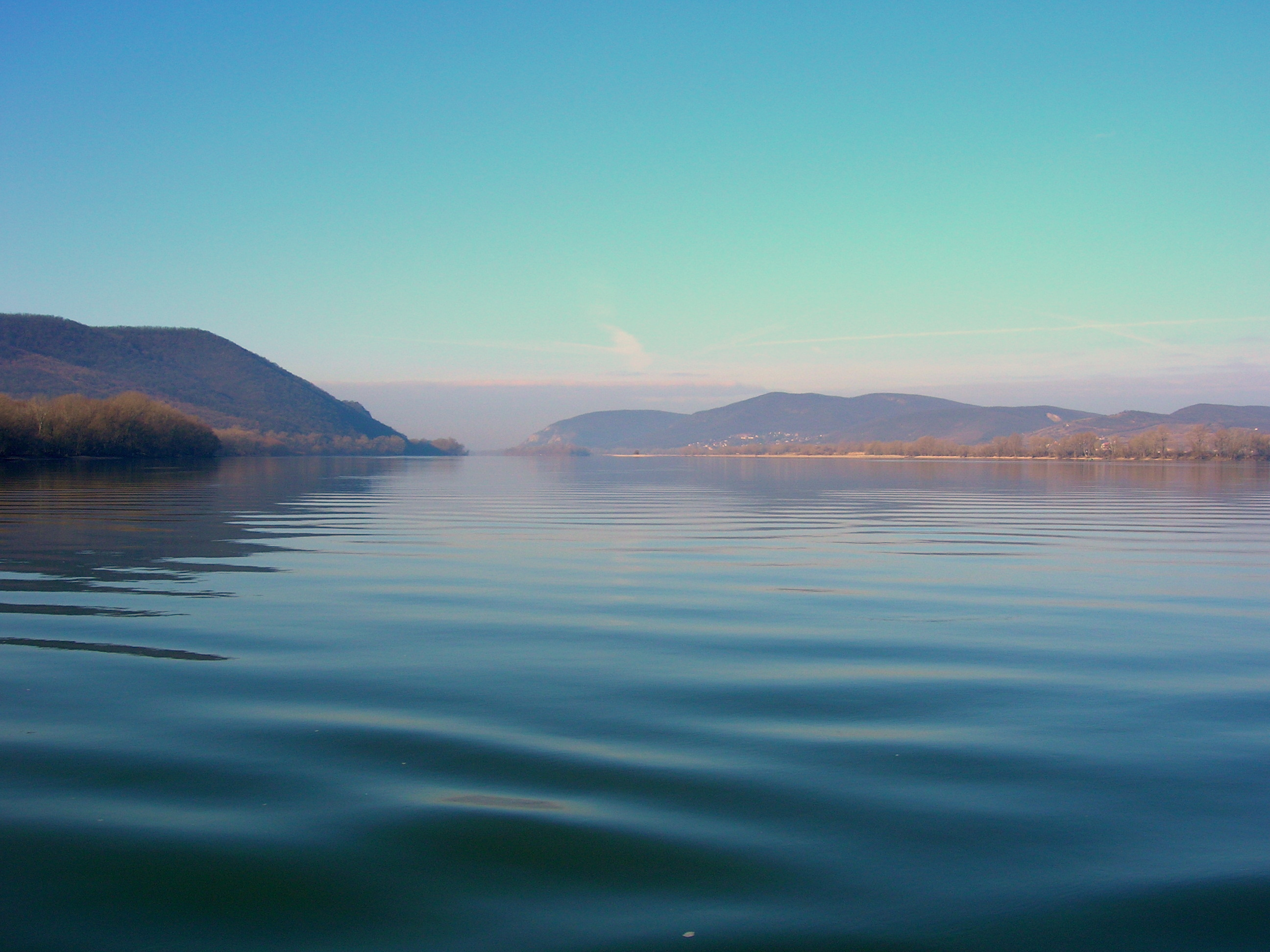
Blick von der Szober Fähre auf die Donau Richtung Südost. Im Bereich des durch die Berge verengten Donautals lag das Kastell Visegrád–Gizellamajor am rechten Ufer. Das linke Ufer wurde damals von den Quaden bewohnt.

Den Beschreibungen von Rómer nach zu urteilen, dürfte die damals noch zwei bis vier Meter hoch erhaltene Befestigung bei Szob mit derjenigen von Verőcemaros-Dunamező zu vergleichen gewesen sein. Auch Finalys Grabungsergebnisse lassen den gleichen Schluss zu. Nach den von Rómer erkundeten Ausmaßen der Anlage, soll deren Gesamtlänge samt Flügelmauern 53 Meter betragen haben. Diese Angabe stimmt jedoch nicht mit später gemachten Messungen überein. Da durch die Zerstörung des schiffsländenartigen Brückenkopfs keine Überprüfung mehr möglich ist, kann die Richtigkeit der überlieferten Zahlen nicht bestätigt werden. Szob entzieht sich damit einer genauen Darstellung des Grundrisses. Rómer ermittelte 2,80 Meter für die Mauerstärken. Der westliche Mauerflügel soll 15,20 Meter, der östliche 11,30 Meter lang gewesen sein. An den beiden äußeren Enden dieser Flügel stand einst wahrscheinlich je ein kleinerer Turm. Andere Zahlenwerte gehen von zwei 15,60 Meter langen Mauerflügeln aus. Die Innenfläche des Zentralgebäudes gab Finaly mit 17,60 × 9,50 Metern an, wobei die Mauern auf einem 3,20 Meter breiten Fundament standen. An der Donauseite maß Rómer an diesem Bau eine Stärke von 3,80 Meter. Das Mauerwerk war in einer Mischtechnik aus Steinen und Ziegeln errichtet worden. 17 Meter von diesem Turm entfernt waren laut Rómer „abgetriebene Mauerblöcke“ zu sehen. Soproni vermutete, dass diese Blöcke ein Überrest der vom Zentralbau abgehenden Flügelmauer gewesen sein könnten, den die Donau bereits zerstört hatte. Wie Nagy bei seiner Ausgrabung 1989 feststellen konnte, war die Außenseite des Bauwerks weiß verputzt gewesen. Auf diesen Putz hatten Maler mit roter Farbe ein Quadermauerwerk imitiert. Diese Bemalung für militärische Bauwerke hatte in der römischen Armee eine lange Tradition und findet sich auch an Limeskastellen der mittleren Kaiserzeit in Deutschland. Außerdem gelang 1989 der Nachweis von zwei Gräben, die das Bauwerk als Annäherungshindernis einst schützten und parallel zu dem einzigen noch erhaltenen Mauerwerk verliefen. Diese Mauer gehörte zum Kernwerk des Ländeburgus und grenzte den Bau nach Norden hin ab.
Nur spärliche archäologische Angaben liegen über den donauseitigen Ausbau der Ländeburgi vor, da die über eineinhalb Jahrtausende wirkende Erosion durch den Fluss fast alle Spuren beseitigt hat. Lange Zeit glaubte die wissenschaftliche Forschung, dass das von Wehrmauern umschlossene Geviert der befestigten Schiffsanlegeplätze zur Donau hin geöffnet war. Anhand von alten Überlieferungen und Zeichnungen konnte dieses Vorstellung korrigiert werden. So verbreitet sich heute das Bild einer Anlage, die auch flussseitig geschlossen war und dort nur einen speziellen Eingang oder eine größere Öffnung besessen hat. Möglicherweise, um Schiffe vor feindlichen Angriffen gesichert an Land zu ziehen, wie dies der Altphilologe Wilhelm Schleiermacher (1904–1977) annahm.

## Funde

### Ziegelstempel
Zum Fundgut aus Szob gehören Ziegelstempel des Frigeridus dux und des Caris tribunus. Diese Stempel und das Erscheinungsbild der Anlage legen seine Entstehung in die Regierungszeit des Kaisers Valentinian I. (364–375). Zumindest kann unter diesem Kaiser von einer Renovierung ausgegangen werden. Frigeridus amtierte zwischen 371 und 373 n. Chr. als Dux Valeriae ripensis (Heerführer der Provinz Valeria). Zur Schiffslände gehört auch ein Ziegel (Later) mit einer Kursivinschrift, die vor dem Brennen eingeritzt worden war.

### Grablege
Aus einem bei Szob aufgedeckten Grab kam ein spätrömischer Becher aus bläulich-weißem Glas ans Licht, der um die Wende vom 4. zum 5. Jahrhundert entstanden ist. Das Stück besitzt Glasfadenauflagen in Form von aufgesetzten Wellenlinien und kam in sehr ähnlicher Form an mehreren Fundplätzen in Pannonien – so unter anderem im nahen Pilismarót, am Legionsstandort Brigetio und am Kastellort Dunaszekcső (Lugio/Florentia) ans Licht.

### Münzhort
Rund 40 Kilometer von Szob entlang des Eipeltals nach Norden wurde 1930 auf dem antiken Territorium der Quaden, im Barbaricum bei Vyškovce nad Ipľom (Ipolyvisk) ein mittelkaiserzeitlicher Münzhort entdeckt, der 1067 silberne Denare aus allen Regierungsepochen der Kaiser Nero (54–68) bis Antoninus Pius (138–161) enthielt. Die Schlussmünze datierte in das Jahr 153 n. Chr. Der Hort gehörte zu den wichtigsten Münzfunden in der damaligen Tschechoslowakei. Seine Erstbearbeitung übernahm der Althistoriker und Numismatiker Vojtěch Ondrouch (1891–1963). Er schätzte den Zeitpunkt der Niederlegung dieses Schatzes aufgrund des wenig abgegriffenen Zustandes der jüngeren Münzen in die Jahre 153 bis 161 n. Chr., sah sie also nicht in direktem Zusammenhang mit den 166 n. Chr. beginnenden Markomannenkriegen.

## Nachrömische Zeit
Funde aus Frauengräbern belegen die Anwesenheit von Ostgoten/Ostgermanen in Szob für die erste Hälfte des 5. Jahrhunderts und auch die Hunnen haben am örtlichen Kalvarienberg ein kleines Gräberfeld besessen, das aber sicher nicht in Beziehung zum Ländeburgus gestanden hat. Daneben legten Awaren bei Szob-Homokok dűlő eine 1927 von János A. Horváth freigelegte Begräbnisstätte an. Später war noch vor Ankunft der Ungarn eine slawische Besiedlung mit Gräbern um Szob entstanden. Mit der fortschreitenden Landnahme wurden diese Slawen aus Ungarn verdrängt. In welchem Umfang die römische Schiffslände zu diesem Zeitpunkt noch erhalten war, ist unbekannt. Der Übergang bei Szob kam in der Zeit des Kampfes um die Vorherrschaft im ungarischen Raum wieder in die Annalen. So setzte das ungarische Heer unter seinem Großfürsten Árpád (* um 845; † um 907) während eines Angriffs auf das damals zum römisch-deutschen Reich gehörende Pannonien bei Szob über die Donau und erstürmte eine Burg am Fluss. Auch heute noch gibt es eine Donaufähre an diesem Ort.

## Limesverlauf vom Burgus Szob bis zum Burgus Pilismarót-Malompatak
Die Türme lagen stets nahe am südlichen Donauufer. Ihre Aufgabe war es, das weitgehend nicht besetzte Nordufer zu bewachen.
| Strecke                    | Name/Ort                                       | Beschreibung/Zustand | |
| 3                          | Pilismarót-Szob-Fähre (Burgus Solva 12)        | Aufgrund der Vorarbeiten zu dem Staustufenprojekt Gabčíkovo–Bős-Nagymaros sind Teile der bereits 1978 und 1979 von Sándor Soproni sondierten Turmstelle Pilismarót-Basaharc III (Burgus Solva 12) während einer Rettungsgrabung 1981 eingehend untersucht worden. Die Stelle barg prähistorische, römische und árpádenzeitliche Kulturschichten mit entsprechenden Funden. Der Ausgräber, Endre Tóth, konnte nur den südlichen Graben einer mutmaßlichen mittelkaiserzeitlichen Holzturmstelle bearbeiten, da die restliche Anlage unter dem bereits errichteten Hochwasserschutzdeich lag. Dieser rechteckige Graben besaß abgerundete Ecken und umschloss ein Areal von rund 52 Metern. Der Befund war außergewöhnlich, da in dem 2,40 bis 2,70 Meter breiten Grabenstück zahlreiche unvollständige menschliche Skelettreste sowie 779 Tierknochen aufgefunden wurden. Die geborgene Keramik datierte in das zweite Jahrhundert. Daneben kam auch Militaria aus dem Boden. Der Turm war wohl während der Markomannenkriege zwischen 166 und 180 n. Chr. von Germanen belagert und zerstört worden. Nach dem Krieg wurde der Platz mit den während der Kampfhandlungen umgekommenen Menschen und Tieren planiert. Heute ist hier nichts mehr sichtbar. Es wurden zwar Dachziegelfragmente, aber keine gestempelten Ziegel gefunden. Die einzelnen aus dem Graben geborgenen Tierarten und die Menge ihrer Knochen: \| Tierart \| Knochenanzahl \| Individuenanzahl \| Bemerkung \| \| -------------------------- \| ------------- \| ------------------------------------------------------------------------------------------------------------------------------------------------------------- \| ---------------------------------------------------------------------------------------------------------------------------------------------------------------------------------------------------------------------------------------------------------- \| \| Rind (bos) \| 266 \| \| Mittelgroße Tiere (114 Zentimeter), große (max. 127,3 Zentimeter) und sehr große Tiere (max. 139,7 Zentimeter). Die großen und sehr großen Ochsen wurden als Zugtiere eingesetzt. Dies beweist auch der Fund eines Eisenhakens, der zu einem Joch gehörte. \| \| Hund (canis) \| 232 \| Drei Hunde (210 Knochen); 22 weitere Überreste anderer Individuen. \| Die Hunde waren mittelgroß (max. 56,6 Zentimeter) und groß (max. 60 Zentimeter). Ein großer Welpe war 43,3 Zentimeter hoch. \| \| Pferd (equus) \| 197 \| Eine Stute (127 Knochen) mit Fohlen (48 Knochen). Das Fohlen lag unmittelbar unter dem Skelett der Stute;[30] 22 weitere Knochen und Zähne anderer Individuen \| \| \| Schwein (sus od. porcus) \| 46 \| \| Die Schweineknochen kamen zusammen mit menschlichen Überresten und Tegulafragmenten ans Licht.[30] \| \| Schaf (ovis) \| 25 \| \| Die gefundenen Knochen besaßen eine mittlere Größe. \| \| Ziege (capra) \| 5 \| \| \| \| Rotwild (cervus) \| 3 \| \| \| \| Reh (capreolus) \| 2 \| \| \| \| Geflügel (gallina) \| 1 \| \| \| \| Wildschwein (aper) \| 1 \| \| \| \| Feldhase (lepus europaeus) \| 1 \| \| \| Es konnte festgestellt werden, dass die Schweine vor einem März/April getötet wurden, was gut zur Tötung der Stute und ihrem Fohlen passt, die in einem Januar/Februar starben. | |
| 3                          | Pilismarót-Basaharc (Burgus Solva 13)          | Der von Soproni 1978 untersuchte valentinianische Burgus Pilismarót-Basaharc IV (Burgus Solva 13; auch Wachtturm 4 genannt) liegt 150 Meter von der Fährstelle in Szob entfernt am Flussufer. Nur seine südliche Seite blieb erhalten. Die Reste des größten Teils dieser viereckigen Station hat die Donau zerstört. Die erhaltene Südmauer war 10 Meter lang und einen Meter breit. Es konnte ein 0,97 Meter breiter, ebenerdiger Eingang festgestellt werden, der der Donauseite entgegensetzt lag. Im Inneren zeichnete sich an der Südwestecke noch die Gründung einer Treppe ab. Der die Anlage in einem Abstand von 8 Metern umgebende quadratische Graben besaß abgerundete Ecken. Die Funde an diesem Platz stammen aus spätrömischer Zeit. Dazu gehörte charakteristische Keramik, Münzen der Kaiser Valentinian I. und Valens (364–378) sowie valentinianische Ziegel des Frigeridus dux, des Terentianus tribunus und eine ebenfalls der valentinianischen Zeit zugeordneten Variante des Stempeltyps TEMP VRS der Legio X Gemina. Geringe Baureste sind im Gelände sichtbar. | |
| 3                          | Pilismarót-Basaharc (Burgus Solva 14)          | Rund 500 Meter östlich und ungefähr gegenüber der am Nordufer liegenden Schiffsstation von Szob wurde Burgus Solva 14 (Pilismarót-Basaharc V; auch Wachtturm 5 genannt) bei Pilismarót-Basaharc von Soproni zunächst oberflächlich und 1980 aufgrund einer ebenfalls durch das Staustufenprojekt verursachten Rettungsgrabung, vollständig untersucht. Der 7,5 × 7,5 Meter große Turm besaß im Fundament eine Stärke von 1,15 Metern. Aufgefundene Ziegel waren mit Quadriburgium und Frigeridus dux gestempelt. Somit gehört die Anlage der valentinianischen Zeit an. Im Zuge der Ausgrabung fand sich unter dem spätantiken Burgus der Doppelgraben eines hölzernen Wachturms (Burgus Solva 14a). Von dort stammt neben Terra-Sigillata-Scherben ein Denarius aus der Regierungszeit des Kaisers Nerva (96–98). | |
| 3                          | Pilismarót-Duna melléke dűlő (Burgus Solva 15) | Gleichfalls auf Druck des Staustufenprojekts grub der Archäologe Endre Tóth 1981 die Überreste des Burgus Pilismarót-Duna melléke dűlő I (Burgus Solva 15; auch Wachtturm 1 genannt) vollständig aus. Die Innenmaße des quadratischen Burgus betrugen 9 × 9 Meter, seine Mauern waren einen Meter dick. Ein ebenfalls quadratischer Graben mit abgerundeten Ecken umgab die Anlage. Auf dem gegossenen Boden wurde eine Münze aus dem Jahr 367, während der Regierungszeit Valentinians I., gefunden. An der Westseite des spätantiken Befestigung wurde in einer Weite von 21,2 Metern die südliche Hälfte eines älteren, ebenfalls quadratischen Grabens mit abgerundeten Ecken aufgedeckt, der zu einer mutmaßlichen hölzernen Burgus-Stelle gehörte (Burgus Solva 15a). Die mit der Herstellung des Grabens in den Boden gekommene Keramik stammt aus dem 4. Jahrhundert. | |
| 3                          | Pilismarót-Duna melléke dűlő (Burgus Solva 16) | Vom Burgus Solva 16 ist nichts erhalten geblieben. Soproni fand an dieser Stelle Münzen des 2. Jahrhunderts sowie Terra-Sigillata-Scherben. Der Archäologe mutmaßte anhand der Funden, dass dort ein hölzerner Wachturm gestanden hat. | |
| 3                          | Pilismarót-Duna melléke dűlő (Burgus Solva 17) | Die 1955 während einer Geländebegehung unter einem Acker und danebenliegenden Weg entlang der Donau aufgefundene spätantike Turmstelle Pilismarót-Duna melléke dűlő II (Burgus Solva 17; auch Wachtturm 2 genannt) lag rund 600 Meter nordwestlich der Schiffsstation von Pilismarót und war auf einem rund einen Meter hohen Hügel errichtet worden. 1966 fand eine erste kleinere Überprüfung durch Soproni statt, die der Größe und der Chronologie dieser Anlage galt, bevor der Archäologe 1979 im Zuge der vorbereitenden Arbeiten für das Staustufenprojekt Gabčíkovo–Bős-Nagymaros eine Rettungsgrabung vornahm, bei der diese Turmstelle vollständig freigelegt wurde. Durch Arbeiten am Donaubett wurde die Anlage kurze Zeit später zerstört. Die Innenmaße des quadratischen, aus Opus incertum errichteten Turms betrugen 8 × 8,07 Meter bei einer Mauerstärke von einem Meter. Der Eingang lag an der Südwestseite. Neben charakteristischen Keramikscherben des 4. Jahrhunderts kamen neun fragmentarische Tegulae zutage, die einen Stempel vom Typ TEMP VRS zeigen, den die Forschung in die valentinianische Zeit einordnet. Stempel desselben Typs fanden sich an dem im Jahr 372 errichteten Turm 24 bei Visegrád-Steinbruch. Als bedeutender Fund wurde ein mehrfach zerbrochener Tegula (Dachziegel) angesehen, der die detailreiche Ritzzeichnung eines Pferdes mit der Beischrift caballum Mariniano / Ursicino magistro (Das Pferd des Meisters Marinianus Ursicinus) trug. Soproni nahm an, dass es sich hierbei um eine ironische Schmähschrift handelt. Marinianus Ursicinus wurde als Magister figlinarum der Legio X Gemina (10. Legion, „die Zwillinge“) zu Beginn der 370er Jahre identifiziert. | |
| 3                          | Pilismarót-Schiffsstation (Burgus Solva 18)    | Nur rund 800 Meter südöstlich von Burgus Solva 17 und rund 200 Meter von der Schiffsanlegestelle Pilismarót entfernt, wurde der spätantike Burgus Solva 18 (auch Pilismarót–Anlegestelle/Schiffsstation oder Wachtturm 3 genannt) von Pilismarót-Duna melléke dűlő in etwa 50 Metern Entfernung zur Donau identifiziert. Bereits János A. Horváth hatte die auf einem 1,5–2 Meter hohen Hügel errichtete Anlage erwähnt, von der ein Ziegelstempel des Caris tribunus stammte. Die Ruine des Turmes, rund 50 Meter vom Donauufer entfernt, hatte einen kleinen Hügel von 1,50 bis 2 Metern Höhe gebildet, der sich auffallend im flachen Gelände abhob. 1966 fand unter Soproni eine vollständige Freilegung statt. Der quadratische, aus Opus incertum errichtete Turm maß 8,60 (Nordostmauer) × 8,62 (Südostmauer) × 8,59 (Südwestmauer) × 8,60 (Nordwestmauer) Meter, die Mauerstärke wechselte zwischen 0,93 und 0,96 Meter. Das Fundament wies einen äußeren Mauervorsprung von 20 bis 25 Zentimeter auf. Die Nordecke des Turms war bis unter das antike Laufniveau von Steinräubern ausgebrochen worden. An den Eckkanten des Turmes waren größere Steinquader vermauert. Das Steinmaterial stammte von dem in der Nähe anstehenden Andesit und das Mauerwerk war mit einem qualitätvollen Kalkmörtel ausgeführt worden. Außen und innen im Turm wurden Verputzspuren entdeckt. An der Südwestseite, die der Donau abgekehrt war, hatte sich der 1,13 Meter lange Abdruck des Schwellensteins eines ebenerdigen, mittig im Turm stehenden Zugangs erhalten. Doch fiel das südwestliche Ende des Schwellensteins den Steinräubern zum Opfer. Die nördliche Turmecke wurde durch eine 42 Zentimeter breite und 12 Zentimeter starke Wandvorlage zusätzlich abgestützt. Zum Abschluss der Arbeiten hatten die antiken Erbauer die Außen- und Innenflächen des aufgehenden Mauerwerks ebenfalls mit Mörtel verfugt. Im Inneren des Turms fanden sich eine rund 30 Zentimeter starke Bauschuttschicht, darunter eine 20 Zentimeter starke Schicht mit Dachziegelbruch und unter dieser die verrotteten Reste eines 10–20 Zentimeter starken terrazzoartigen Fußbodens, der mit schlechtem Mörtel auf die lehmige Erde aufgelegt worden war. In der Südwestecke des Turminneren fanden sich die 1,90 × 1,45 Meter großen Reste eines rechteckigen, aus Steinen gefügten Fundamentes, das erst nach Fertigstellung des Turmens ohne Fundamentierung eingebaut worden war. Der dort aufgefundene Mörtel war mit dem des Turmbaus identisch. Die Archäologen deuteten das Fundament als Rest einer Treppenanlage. Als Annäherungshindernis war die Anlage auf allen vier Seiten von einem neun bis zehn Meter entfernt liegenden Graben umgeben, der vier Meter breit und 1,65 bis 1,80 Meter tief gewesen ist und abgerundete Ecken besessen hat. Zum geringen Fundmaterial gehörten viele valentinianische Ziegelstempel des Caris tribunus und Scherben der späten Völkerwanderungszeit. Heute ist der Turmhügel als leichte Bodenerhebung im Gelände zu sehen. | |
| 3                          | Pilismarot-Malompatak (Burgus Solva 19)        | Nur etwas weiter südlich liegen am Donauufer die Reste des Burgus Pilismarót-Malompatak | |
| Tierart                    | Knochenanzahl                                  | Individuenanzahl | Bemerkung |
| Rind (bos)                 | 266                                            | | Mittelgroße Tiere (114 Zentimeter), große (max. 127,3 Zentimeter) und sehr große Tiere (max. 139,7 Zentimeter). Die großen und sehr großen Ochsen wurden als Zugtiere eingesetzt. Dies beweist auch der Fund eines Eisenhakens, der zu einem Joch gehörte. |
| Hund (canis)               | 232                                            | Drei Hunde (210 Knochen); 22 weitere Überreste anderer Individuen. | Die Hunde waren mittelgroß (max. 56,6 Zentimeter) und groß (max. 60 Zentimeter). Ein großer Welpe war 43,3 Zentimeter hoch. |
| Pferd (equus)              | 197                                            | Eine Stute (127 Knochen) mit Fohlen (48 Knochen). Das Fohlen lag unmittelbar unter dem Skelett der Stute; 22 weitere Knochen und Zähne anderer Individuen | |
| Schwein (sus od. porcus)   | 46                                             | | Die Schweineknochen kamen zusammen mit menschlichen Überresten und Tegulafragmenten ans Licht. |
| Schaf (ovis)               | 25                                             | | Die gefundenen Knochen besaßen eine mittlere Größe. |
| Ziege (capra)              | 5                                              | | |
| Rotwild (cervus)           | 3                                              | | |
| Reh (capreolus)            | 2                                              | | |
| Geflügel (gallina)         | 1                                              | | |
| Wildschwein (aper)         | 1                                              | | |
| Feldhase (lepus europaeus) | 1                                              | | |

## Denkmalschutz
Die Denkmäler Ungarns sind nach dem Gesetz Nr. LXIV aus dem Jahr 2001 durch den Eintrag in das Denkmalregister unter Schutz gestellt. in Budapest. Die Limesanlagen gehören als archäologische Fundstätten nach § 3.1 zum national wertvollen Kulturgut. Alle Funde sind nach § 2.1 Staatseigentum, egal an welcher Stelle der Fundort liegt. Verstöße gegen die Ausfuhrregelungen gelten als Straftat bzw. Verbrechen und werden mit Freiheitsentzug von bis zu drei Jahren bestraft.

### Allgemein
- Jenő Fitz (Hrsg.): Der Römische Limes in Ungarn (= Bulletin du musée roi Saint Etienne. Serie A. Band 22). Fejér Megyei Múzeumok Igazgatósága, Székesfehérvár 1976.
- Zsolt Mráv: Zur Datierung der spätrömischen Schiffsländen an der Grenze der Provinz Valeria ripensis. In: Ádám Szabó, Endre Tóth (Hrsg.): Bölcske. Römische Inschriften und Funde. Ungarisches Nationalmuseum, Budapest 2003, ISBN 963-9046-83-3, S. 33–50.
- Sándor Soproni: Neue Forschungen an der Limesstrecke zwischen Esztergom und Visegrád. In: Roman frontier studies 1979. 12th International Congress of Roman Frontier Studies. B.A.R. Oxford 1980, ISBN 0-86054-080-4, S. 671–679.
- Sándor Soproni: Die letzten Jahrzehnte des pannonischen Limes. Beck, München 1985, ISBN 3-406-30453-2.
- Sándor Soproni: Der spätrömische Limes zwischen Esztergom und Szentendre. Akademiai Kiado, Budapest 1978, ISBN 963-05-1307-2.
- Endre Tóth: Römische Wachtürme von Pilismarót. In: Communicationes archeologicae Hungariae. 1983, Budapest 1984, S. 67–79.
- Zsolt Visy: Definition, Description and Mapping of Limes Samples. CE Project „Danube Limes – UNESCO World Heritage“ 1CE079P4. Budapest 2010, S. 14–15.
- Zsolt Visy: The ripa Pannonica in Hungary. Akadémiai Kiadó, Budapest 2003, ISBN 963-05-7980-4, S. 49–50, 53.
- Zsolt Visy: Der pannonische Limes in Ungarn. Theiss, Stuttgart 1988, ISBN 3-8062-0488-8, S. 70.

### Einzelstudien

#### Burgus Solva 12
- Tibor Kemenczei, Ilona Stanczik: A Pilismarót-szobi révnél végzett ásatás 1979-ben. Die Ausgrabung bei Pilismarót-szobi rév im Jahre 1979. In: Dunai Régészeti Közlemények 1979 (1981), S. 5–9.
- Sándor Soproni: Pilismarót-Basaharc 3 és 4. őrtornyok. In: Dunai Régészeti Híradó 1, 1979, S. 23–30.
- Endre Tóth: Pilismarót-Szobi rév, római erődítmény (Pilismarót-Szobi rév, römische Festung). In: Dunai Régészeti Közlemények 1979, S. 77–82.
- István Vörös: Skeleton of mare with foal from the Roman fortress at Pilismarót-Szobi rév – Egy vemhes kanca csontváza a Pilismarót-Szobi révi római kiserődben. In: Folia Archaeologica, 49/50, 2001/2002, S. 181–198.

#### Burgus Solva 13
- Sándor Soproni: Pilismarót-Basaharc 3 és 4. őrtornyok. In: Dunai Régészeti Híradó 1, 1979, S. 23–30.

#### Burgus Solva 17
- Sándor Soproni: Pilismarót-Duna melléke dűlő 2. római őrtorony. (Pilismarót-Duna melléke-Flur. Römischer Wachtturm 2.). In: Dunai Régészeti Közlemények 1979 (1981), S. 83–86.